# Cadulus simpsoni
Cadulus simpsoni är en blötdjursart som beskrevs av Henderson 1920. Cadulus simpsoni ingår i släktet Cadulus och familjen Gadilidae. Inga underarter finns listade i Catalogue of Life.